# Brubru africain
Nilaus afer
Genre
Espèce
Statut de conservation UICN

 LC  : Préoccupation mineure
Le Brubru africain (Nilaus afer) est une espèce d'oiseaux de la famille des Malaconotidae, la seule représentante du genre Nilaus. Cet oiseau vit en Afrique subsaharienne.

## Répartition et sous-espèces

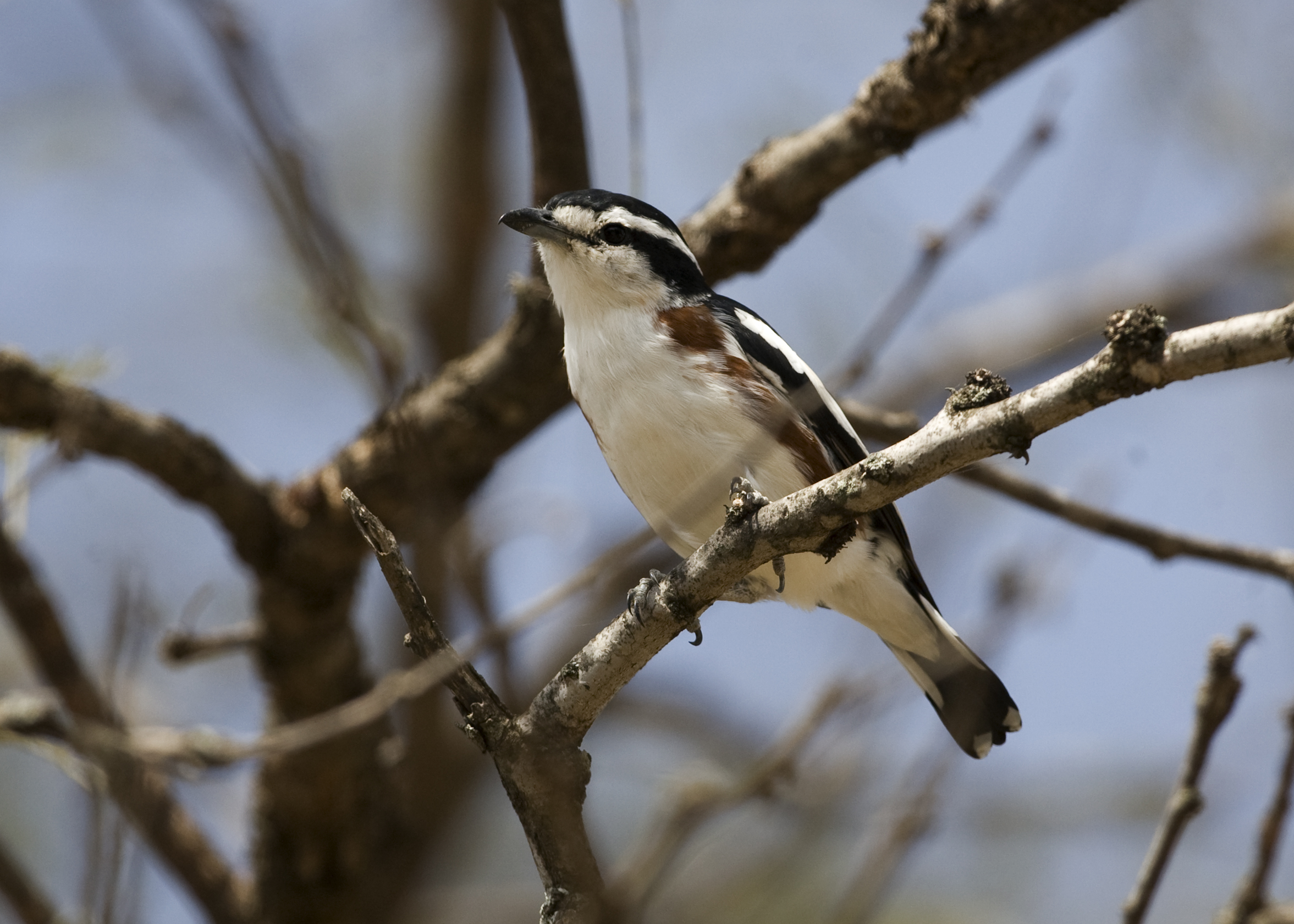
La sous-espèce N. a. minor.

Selon la classification de référence du Congrès ornithologique international (15.1, 2025) il se répartit en dix sous-espèces (ordre phylogénique) :
- N. a. afer (Latham, 1801) — de la Sénégambie à l'Éthiopie sur-ailaires jaunes ;
- N. a. camerunensis Neumann, 1907 — du Cameroun au nord-est de la RDC ;
- N. a. hilgerti Neumann, 1907 — est de l'Éthiopie ;
- N. a. minor Sharpe, 1895 — Afrique de l'Est ;
- N. a. massaicus Neumann, 1907 — de l'est de la RDC au sud-ouest du Kenya et nord-ouest de la Tanzanie ;
- N. a. nigritemporalis Reichenow, 1892 — de l'est de l'Angola à la Tanzanie et le Mozambique ;
- N. a. brubru (Latham, 1801) — du sud de l'Angola au nord de l'Afrique du Sud et l'ouest de l'Eswatini ;
- N. a. solivagus Clancey, 1958 — du Zimbabwe au sud-ouest du Mozambique et est de l'Afrique du Sud ;
- N. a. affinis Barbosa du Bocage, 1878 — nord de l'Angola et sud de la RDC ;
- N. a. miombensis Clancey, 1971 — sud-est du Mozambique.